# Hope Lodge
Hope Lodge ist ein historisches Bauwerk in Fort Washington, Pennsylvania. Es ist im National Register of Historic Places aufgeführt und wird als ein bedeutendes Beispiel georgianischer Architektur in den USA angesehen.

## Geschichte
Zwei Jahre nachdem er das Grundstück Whitemarsh Estate erworben hatte, erbaute der Quäker und Geschäftsmann Samuel Morris Hope Lodge von 1743 bis 1748. Morris’ Einkommensquellen waren unter anderem die in kurzer Entfernung jenseits des heutigen Bethlehem Pike liegende Schrotmühle Farmar Mill, die ihm ab 1746 gehörte, sowie der 150 acres große, bewirtschaftete Grundbesitz um Hope Lodge. Des Weiteren besaß er einen Kalksteinbruch und Kalkofen sowie ein Drittel an der Eisenschmiede Chelsea Forge in Warren County (New Jersey). Er war seit 1736 einer von acht Assessoren des Philadelphia County und wurde dreimal wiedergewählt.
Architekt des in Georgianischem Stil gehaltenen Landguts war Edmund Woolley aus Philadelphia, der auch die Independence Hall entworfen hat. Dies legen Lieferungen von Baumaterial an ihn nahe, die in den Geschäftsbüchern von Morris verzeichnet sind. Als Morris mit 61 Jahren unverheiratet und ohne Kinder gestorben war, erbte sein ältester noch lebender Bruder das Anwesen 1770 und verkaufte es an William West. Ebenso bestimmte Morris in seinem Testament, auf dem Whitemarsh Estate eine freie Schule zu bauen, es war die zweite im Bundesstaat. Sie war bis zum Anfang des 20. Jahrhunderts in Betrieb.

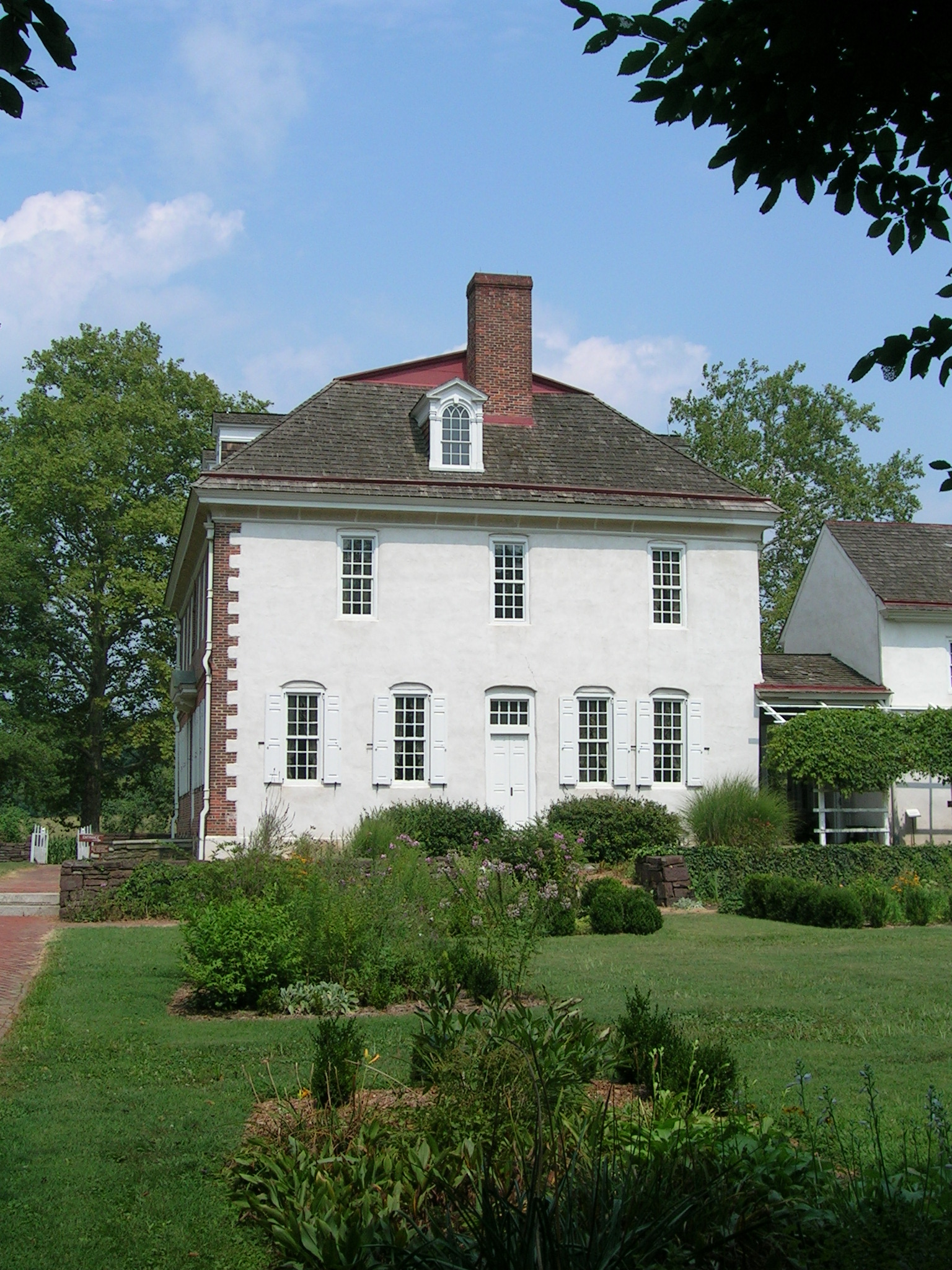
Hope Lodge (Seitenansicht)

William West, 1724 in Irland geboren, war ein Kurzwarenhändler aus Philadelphia. Er hatte geschäftlichen Kontakt zu Indianern, begrüßte einflussreiche Personen wie John Adams als Gäste in Hope Lodge und investierte in Landbesitz im Westen Pennsylvanias. Er war Mitglied der 1743 von Benjamin Franklin in Philadelphia gegründeten  American Philosophical Society. Zusammen mit anderen Mitgliedern des von der britischen Krone aufgelösten House of Burgesses unterzeichnete er ab 1765 eine Reihe von Importstopp-Erklärungen in Raleigh Tavern, Williamsburg (Virginia), um gegen die Einfuhrzölle der Townshend Acts zu protestieren. 1776 siedelte er mit seinem Neffen, William West, jr., der die erste Stadtmiliz in Philadelphia gründete und in der Kontinentalarmee als Major diente, nach Hope Lodge über, was auch dem Vorrücken der Truppen des britischen Weltreichs geschuldet war. Von November 1776 bis August 1777 war Wests Neffe Gefangener der britischen Armee. Als er freigelassen wurde, lebte er bei seinem Onkel in Hope Lodge. Im Verlauf des Krieges und von einem Teil seiner Leute des Verrats verdächtigt, wurde er ein weiteres Mal von den Briten in Haft genommen und auf einem Gefängnisschiff interniert. Freigelassen nach dem Ende des Unabhängigkeitskriegs, kehrte er nicht nach Hope Lodge zurück, sondern lebte fortan in Baltimore.
In der Folge der verlorenen Schlacht von Brandywine sammelte George Washington seine Truppen im September 1777 in Whitemarsh. Das Feldlager verblieb dort fünf Wochen, bevor sie nach Valley Forge weiterzogen. Da West als ausgesprochener Patriot galt, stand sein Besitz unter dem persönlichen Schutz von John Fitzgerald, dem Aide-de-camp George Washingtons. William West lebte noch bis zu seinem Tod am 28. Oktober 1782 in vergleichbarem Luxus. Seine Familie verließ die Gegend und verkaufte 1784 das Landgut für mehr als 4500 Pennsylvania pound an Henry Hope.

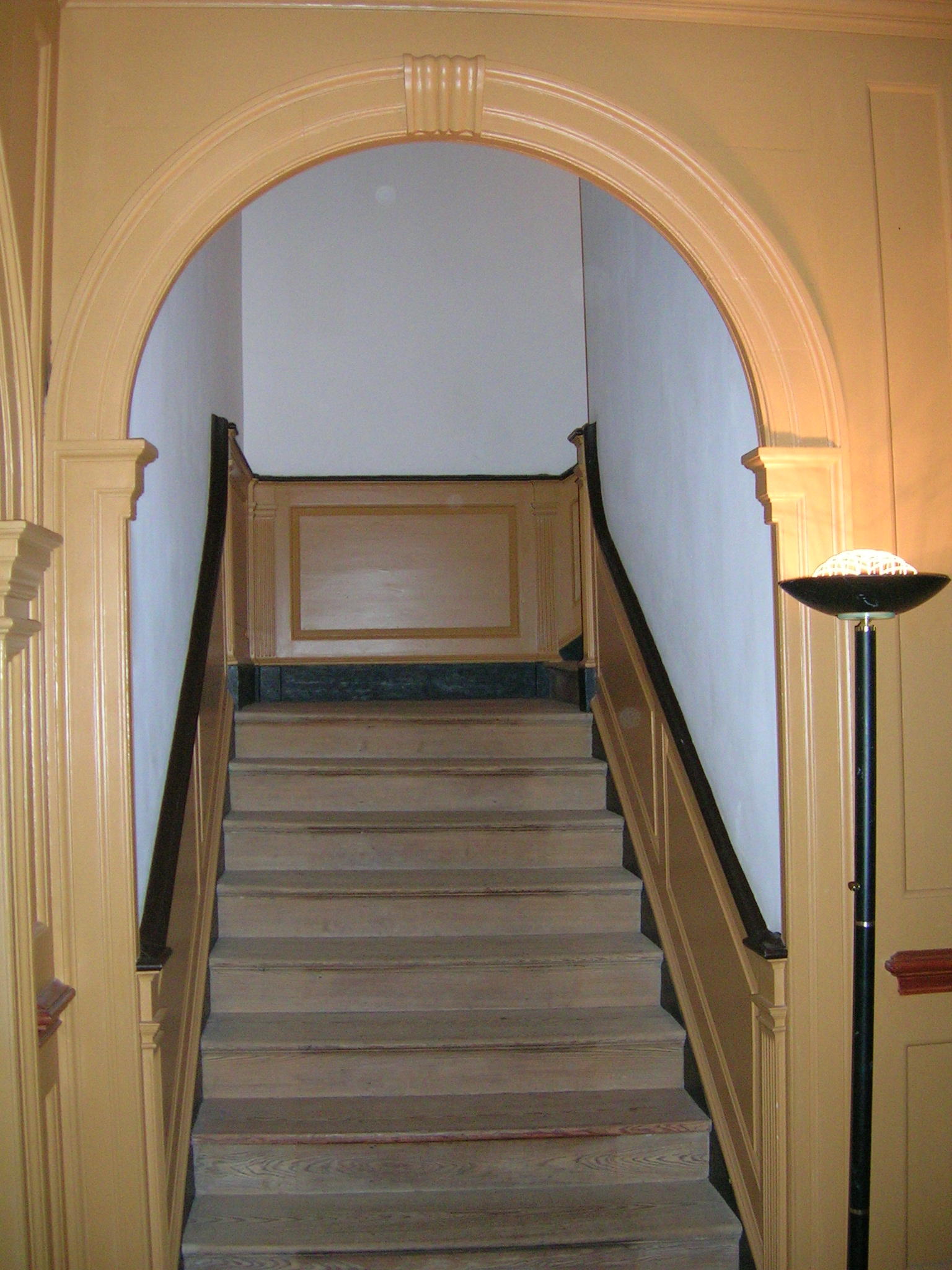
Treppenhaus

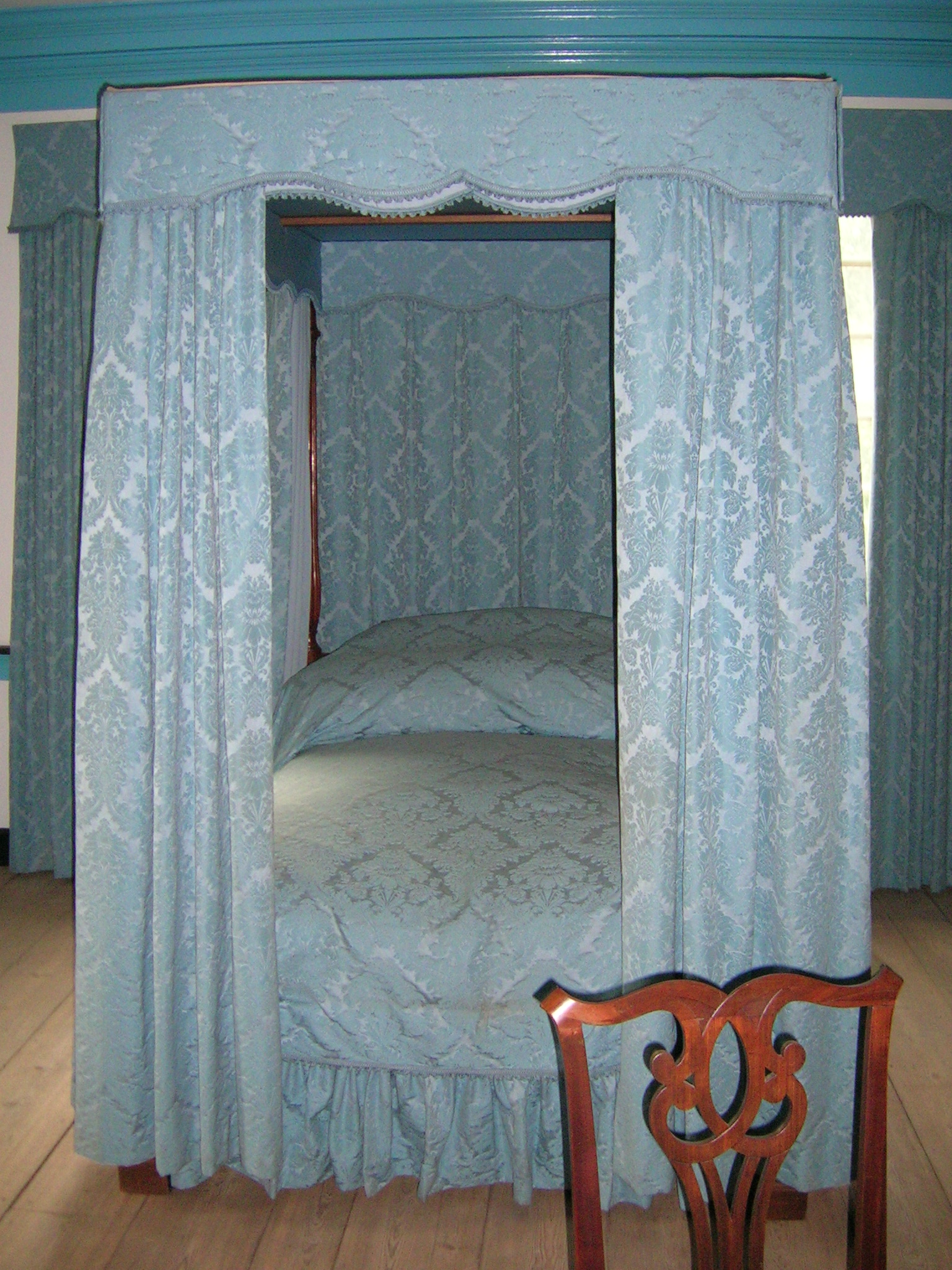
Schlafzimmer in Hope Lodge

Hope war Eigentümer der Firma Hope and Company, die Bankfilialen in London und Amsterdam hatte. Er hatte eine so hohe internationale Reputation in der Finanzwelt, dass ihm Adam Smith eine Edition seines Werks Der Wohlstand der Nationen widmete. Hope hatte Whitemarsh Estate als Hochzeitsgeschenk gekauft und gab es in die verwaltenden Hände von James Horatio Watmough, der es dann in Hope Lodge umbenannte. Formaler Eigentümer wurde Watmough am 23. Juli 1807. Dieser war ein weitgereister Fernhändler. Eines seiner sieben Kinder, John Goddard Watmough, galt als ein Held des Britisch-Amerikanischen Kriegs und war später erfolgreich in der Politik als Abgeordneter im Kongress. Neben Angehörigen der Watmoughs lebten zeitweise andere, angeheiratete Familien wie z. B. die Reeds auf Hope Lodge, das dem damaligen Establishment zugeordnet werden kann.
1831 pachtete Jacob Wenz mit seiner Familie Hope Lodge, im Jahr darauf kaufte er es von den Watmoughs für 18.000 US-Dollar. Wenz war ein wohlhabender Geschäftsmann und nutzte den Grundbesitz zur landwirtschaftlichen Produktion von Milch, Getreide, Stroh und Heu. Ihm gehörte auch ein Kalksteinbruch und Kalkofen südlich von Hope Lodge am Bethlehem Pike. 1859, vier Jahre nach seinem Tod, wurde der Besitz unter seinen Söhnen aufgeteilt. Thomas Jolly Wentz erhielt 38 acres und das Anwesen und bewirtschaftete es weiterhin. Wentz geriet in finanzielle Schwierigkeiten, so dass sein Anwesen 1886 versteigert wurde. Den Zuschlag erhielt seine Schwiegermutter Sarah Streeper. Als diese gestorben war, erbte ihre Tochter Mary Lightcap Streeper das Landgut und bewirtschaftete es wahrscheinlich weiter, bis sie es 1921 verkaufte.
Die Keasbey and Mattison Company aus Ambler, Pennsylvania erstand Hope Lodge für 40.000 US-Dollar, um die dortige Kalkproduktionsstätte auszubauen. Keasbey und Mattison war an dem Erhalt des historischen Gebäudes gelegen, so dass sie im Jahr darauf mit Flugblättern für den Kauf des geschichtlich bedeutsamen Hauses warben, womit sie im Jahr darauf bei William und Alice Degn Erfolg hatten.
Die Degns, die 35.000 US-Dollar für das Anwesen und 36 acres bezahlt hatten, kamen aus dem Norden von Philadelphia und Germantown. Nach einem Ausbau von Hope Lodge, bei der das Anwesen elektrifiziert und ein Gebäudeflügel angebaut wurde, zogen sie 1927 ganzjährig dorthin. Sie waren um Erhalt bzw. Restaurierung von Hope Lodge bemüht, fügten der Inneneinrichtung Antiquitäten aus dem 18. und 19. Jahrhundert hinzu und baten den bekannten Architekten Paul Philippe Cret um Unterstützung. Ihm wird der heutige, originaltreue Türgiebel zugeschrieben. William Degn war Mitglied der Historical Society of Pennsylvania. Unter anderem auf seine Initiative und Spende hin, gelang es der Zeitung Public Ledger aus Philadelphia ein wichtiges Gründungsdokument Pennsylvanias von 1682, das William Penn noch in England aufgesetzt hatte, zu erwerben. Degn nutzte Hope Lodge landwirtschaftlich, ohne geschäftlichen Erfolg, wie die Aufzeichnungen zeigen. Als Degn 1940 starb, erbte seine Frau Alice Hope Lodge. Mit ihrem Tod im Jahr 1953 stiftete sie in ihrem letzten Willen die Hope Lodge Foundation zum Erhalt des historischen Bauwerks.
1957 übergab diese Stiftung ihren Besitz dem Bundesstaat Pennsylvania. Am 26. April 1972 wurde Hope Lodge in das National Register of Historic Places aufgenommen. Heute verwaltet und pflegt die Pennsylvania Historical and Museum Commission Hope Lodge.
Die Inneneinrichtung der Räume ist teils dem 18. Jahrhundert nachempfunden, teils noch die Originale der Degns, welche die Zimmer im Stil des Colonial Revival eingerichtet hatten. Außer dem Hauptgebäude befinden sich noch eine Küche und eine Scheune aus dem 18. Jahrhundert sowie eine Garage, ein Gewächshaus und ein Pächterhaus aus dem 20. Jahrhundert auf dem Anwesen.

## Architektur
Hope Lodge wird als ein bedeutendes Beispiel georgianischer Architektur in Amerika angesehen. Die besondere architektonische und historische Bedeutung, die zwischenzeitlich in Vergessenheit geraten war, wurde von Horace Mather Lippincott, der ein Anhänger des Colonial Revival Movement war, wiederentdeckt. Ein wesentliches Merkmal georgianischer Architektur, welche zwischen 1700 und 1780 in den Dreizehn Kolonien dominierte, ist eine symmetrische Raumaufteilung und Fassade. Die Zimmer selber sind ebenfalls symmetrisch ausgestaltet, zum Beispiel Kamin, Türen und Wandnischen betreffend. Typisch für diesen Baustil ist ferner, dass die Häuser zwei Etagen hoch sind und sich links und rechts der Mittelachse, die durch die Eingangstür markiert wird, jeweils zwei Zimmer befinden. Dies trifft auch auf Hope Lodge zu.